# Passiflora gleasonii
Passiflora gleasonii Killip – gatunek rośliny z rodziny męczennicowatych (Passifloraceae Juss. ex Kunth in Humb.). Występuje endemicznie w Wenezueli oraz Gujanie.

## Morfologia
PokrójZdrewniałe, trwałe, mniej lub bardziej owłosione liany.
LiściePodłużnie lancetowate lub owalnie lancetowate, ścięte lub sercowate u podstawy. Mają 6,5–8,5 cm długości oraz 3,5–6,5 cm szerokości. Całobrzegie, z tępym wierzchołkiem. Ogonek liściowy jest owłosiony i ma długość 10–20 mm. Przylistki są liniowe, mają 8 mm długości.
KwiatyPojedyncze. Działki kielicha są lancetowate, białawe lub żółtawe, mają 3–3,5 cm długości. Płatki są liniowe, żółtawe, mają 2 cm długości. Przykoronek ułożony jest w dwóch rzędach, purpurowobrunatny, ma 4–5 mm długości.
OwoceSą jajowatego kształtu. Mają 7 cm długości i 3,5 cm średnicy.

## Biologia i ekologia
Występuje w lasach nizinnych.